# بنو حميدة

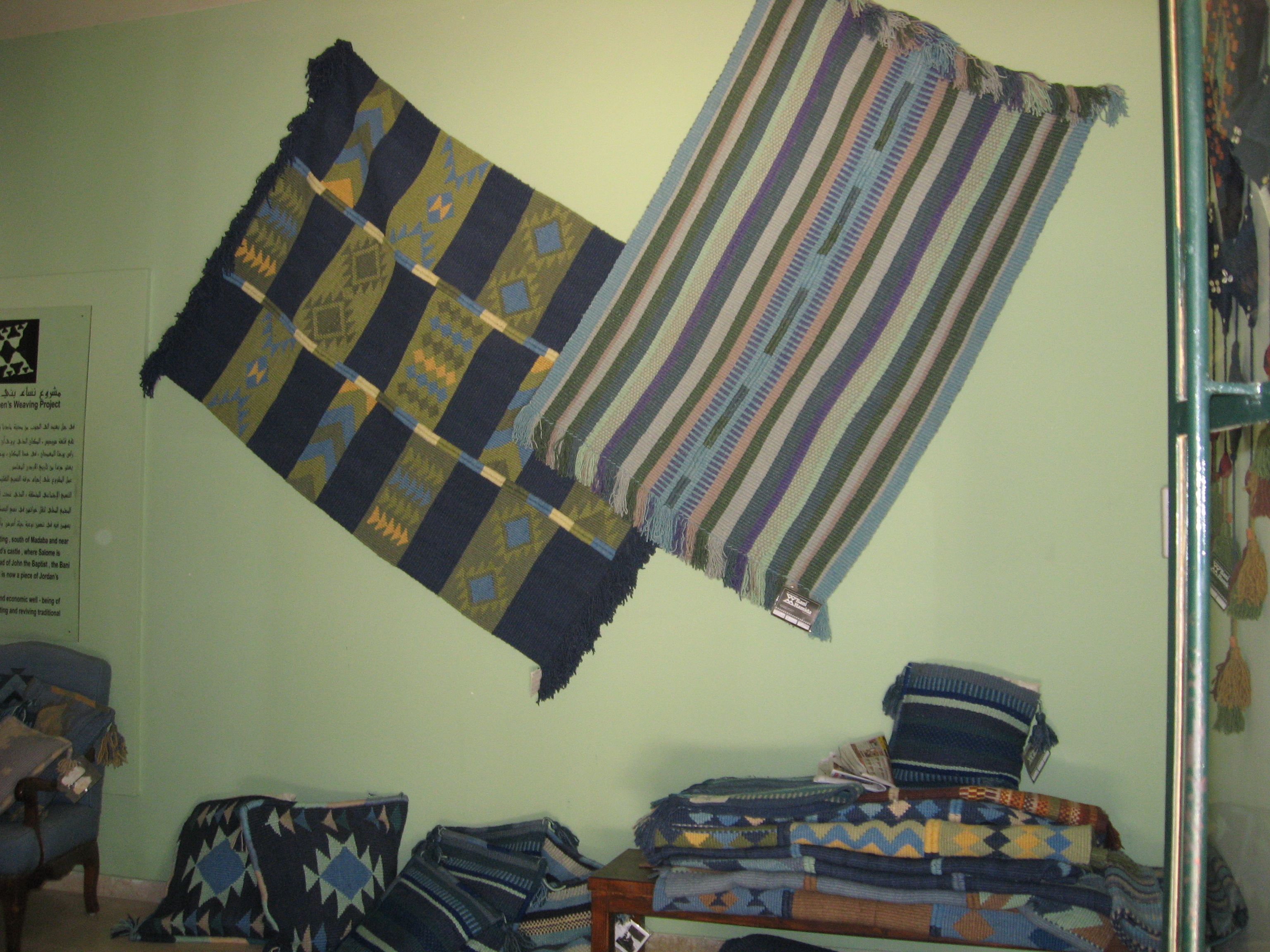

بني حميدة قبيلة كانت شبه بدوية في شرق الأردن، كانت تسيطر على معظم الأراضي الواقعة شرق البحر الميت قبل إنشاء إمارة شرق الأردن. وقد كانوا حلفاء لبني صخر.
في عام 1869، حطم أفراد من بني حميدة حجر نقش ميشع المكتشف حديثًا إلى قطع بإضاءة حريق تحته ثم سكب الماء البارد فوقه بسبب الاعتقاد أن بداخل الخجر كنز. تم العثور على الشاهدة في أرض بني حميدة وفي النزاع حول ملكي الحجر، قُتل العديد من بني حميدة. على الرغم من أن العديد من الأجزاء تم استرجاعها لاحقًا، إلا أن النص الكامل، وهو أحد أقدم النصوص ذات الصلة العبرية، لايُعرف إلا من خلال نسخة سريعة تم إعدادها في ظل ظروف صعبة. .
في ذلك الوقت، اشتهر بني حميدة بتربية الخيول: «أفضل  دماء الخيول في موآب» وفقًا للمستكشف تشارلز م. دوتي، 1876.
في عام 1891 كان هناك قتال بين بني صخر وبني حميدة.
كتب فريدريك بليس الذي زار في مارس 1895 أن «شيوخ قبيلة بني حميدة كانوا مدنيين ومتحمسين للغاية لتيرونا جميع الأحجار المحطمة التي  تغطي النقوش والزخرفة». كان فريدريك يسافر بإذن من السلطات العثمانية التي قامت في ديسمبر 1893 بتنصيب حاكم في الكرك لتحسين الأمن للمسافرين.
التقى غراي هيل إسق وزوجته، التي كانت تسافر أيضًا في عام 1895، بقبيلة حميدة جنوب مادبا. هذه كانت محاولته الرابعة لزيارة البتراء. قبل خمس سنوات كانت «القبيلة» قد  «ضايقتهم» وحاولت منعهم. هذه المرة لم يستطع مرشدهم أبو سين الاستمرار بسبب نزاع دموي. يصف هيل السفر في طقس الربيع الجميل عبر الريف الأخضر مع الذرة الصغيرة. ووجدوا في وادي الوالة «مجرى صغير حلو بين الدفلى»، حيث اصطاد طباخهم  الأسماك من خلال رمي شيء في الماء «جعلهم غير مدركين لفترة وجيزة». وفي يوم من الأيام، نقلهم من مادبا إلى ذيبان حيث يوجد معسكر للجيش. هنا شيخ بني حميدة ، «الذي أزعجنا في عام 1890»، عرض أن يُظهِر نقش «فوق وادي متعرج». بعد المشي «بعيدًا تحت أشعة الشمس الحارقة» عُرِض هيل على حجارة مسطحة «ظهرت عليه ثلاثة أو أربعة أحرف يونانية». في الليلة التالية أثناء قيامهم بالمخيم في منتصف رحلتهم إلى الكرك تم إطلاق النار على  خيامهم على أيدي أفراد من قبيلة المجالي . تم إطلاق حوالي عشرين رصاصة ولكن لم يصب أحد بأذى. يتكهن هيل بأن الهجوم كان لردعهم عن رفع دعاوى ضد المجالية للحصول على تعويض عن «سرقتهم واحتجازنا عام 1890».